# Yacine Slatni
Yacine Slatni (ur. 3 listopada 1973 w Annabie) – algierski piłkarz grający na pozycji obrońcy. W reprezentacji Algierii rozegrał 26 meczów.

## Kariera klubowa
Karierę piłkarską Slatni rozpoczął w klubie USM Annaba. W 1993 roku zadebiutował w pierwszej lidze algierskiej. Występował w nim do 1998 roku i wtedy też przeszedł do MC Algier. W 1999 roku wywalczył z nim mistrzostwo Algierii oraz zdobył Puchar Ligi. W 2002 roku odszedł z MC Algier do CR Belouizdad, w którym grał do 2004 roku. Wtedy też na sezon odszedł do NA Hussein Dey. Z kolei w sezonie 2005/2006 ponownie grał w USM Annaba. W 2007 roku został piłkarzem fińskiego AC Oulu, w którym po rozegraniu 2 meczów zakończył swoją karierę.

## Kariera reprezentacyjna
W reprezentacji Algierii Slatni zadebiutował 28 lutego 1999 roku w zremisowanym 1:1 meczu eliminacji do Pucharu Narodów Afryki 2000 z Liberią. W swojej karierze dwukrotnie wystąpił w turnieju o Puchar Narodów Afryki. W 2000 roku podczas Pucharu Narodów Afryki 2000, wystąpił w jednym meczu, z Demokratyczną Republiką Konga (0:0). Z kolei w 2002 roku zagrał w jednym meczu Pucharu Narodów Afryki 2002: z Liberią (2:2). W kadrze narodowej od 1999 do 2003 roku rozegrał 26 meczów.